# 企鵝公路
《企鹅公路》，是森見登美彥创作的小説作品，2010年5月由角川書店出版。為第31回日本SF大賞得獎作品。该小说于2018年改編成動畫電影。

## 劇情簡介
某一天，小学四年级的青山所居住的小镇上突然出现大量企鹅，而青山也亲眼目睹在牙科医院认识的大姐姐能把扔出的易拉罐变成企鹅的能力，为此青山开始了以企鹅和大姐姐的关系为课题的研究“企鹅公路研究”，但是，大姐姐自己也不知道为何自己能变出企鹅。
为了探究企鹅出现的原因，青山的朋友内田以及同班同学滨本三人开始研究起了滨本在森林深处发现了一个被其称为“海”的悬浮在草地上的谜之球体，终于发现了“海”与大姐姐之间的微妙关系。

## 登场人物
青山（声：北香那）
小学四年级学生，成绩优秀，对科学研究充满热情，已经进行了包括但不限于“亚马逊项目”的研究项目，对大姐姐的胸部很感兴趣，認定大姐姐為「結婚對象」。
因为对突然出现在街道上的企鹅很感兴趣，所以开始了名为“企鹅公路研究”的研究项目。性格冷靜，少有情緒起伏。
大姐姐（声：苍井优）
在牙科医院担任助手的女性。与青山在牙科医院认识。独自一人住在靠海的房子里。会在“海边咖啡厅”里教青山下国际象棋。
被青山喜歡上，尤其是注意F罩杯的胸部。青山認定其為「結婚對象」。
在一次戶外與青山互動時，投擲出去的可樂變成企鵝，青山認定企鵝的來源就是自己。後來下大雨進入自己的住處，離開後卻突然消失一陣子。
在「海」被研究人員發現後，被要求不能再變出企鵝。青山害怕她被研究機構抓去實驗。過幾天邀請青山去「海邊的城鎮」，當天身體卻產生變化，十分虛弱還不斷冒汗，最後被迫折返。
經由青山推斷，事实上不是真正的人类，存在與「海」有十分密切的關聯。但自己卻有小時候與父母的記憶，似乎也一直以為自己與一般人無異。
在「海」被企鵝劃破逃出之後，帶青山到咖啡廳告別。
内田（声：钉宫理惠）
青山的朋友与同学，总是戴着眼镜，与青山组成秘密探险队，为了维持“亚马逊项目”而制作了街道以及附近的水体的秘密地图。
滨本（声：潘惠美）
青山的女性同学，成績也很優異，爱下国际象棋且技术十分高超，但唯獨敗給青山。父亲是大学里的研究员，所以自身也充满研究员的气质。
首先发现森林里的谜之悬浮球体并将其命名为“海”。
铃木（声：福井美树）
青山的同学，班级裡的大块头，仗著自己孔武有力而時常霸凌其它同學，对滨本抱有好感。

## 出版书籍

### 小說
單行本
| 冊數 | 角川书店      | 角川书店               | 台灣角川       | 台灣角川               |
| 冊數 | 發售日期      | ISBN                   | 發售日期       | ISBN                   |
| ---- | ------------- | ---------------------- | -------------- | ---------------------- |
| 全   | 2010年5月29日 | ISBN 978-4-04-874063-0 | 2016年10月28日 | ISBN 978-986-473-330-9 |

文库版
角川文库
- 2012年11月22日發售、ISBN 978-4-04-100561-3

角川翼文库
- 2018年6月15日發售、ISBN 978-4-04-631798-8

### 漫畫
森見登美彦（原作）、屋乃啓人（漫画），全3卷
| 冊數 | KADOKAWA       | KADOKAWA               |
| 冊數 | 發售日期       | ISBN                   |
| ---- | -------------- | ---------------------- |
| 1    | 2018年7月23日  | ISBN 978-4-04-065082-1 |
| 2    | 2018年12月23日 | ISBN 978-4-04-065329-7 |
| 3    | 2019年5月23日  | ISBN 978-4-04-065710-3 |

## 动画电影
2018年3月1日举办了动画电影化制作发布会，并于同年8月17日在日本上映，同时这也是主要制作短篇动画作品的Studio Colorido的第一部动画长片。
本片获得了在加拿大蒙特利尔举办的第22届幻想国际电影节的今敏奖里的最优秀动画奖。。2022年4月，「Japan Web Magazine」評選30部不限年份的最佳日本動畫電影，《企鵝公路》排名第27名。2023年3月，本片在爛蕃茄發表「根據爛番茄評論家評比，100部不限時間的最佳日本動畫電影」排行榜名列第36名。

### 製作人員
- 原作：森見登美彦
- 監督：石田祐康[6]
- 脚本：上田誠（Oposs Corporation）[6]
- 音樂：阿部海太郎[6]
- 主題曲：宇多田光「Good Night」（史詩唱片）[7]
- 人物設計、演出：新井陽次郎[6]
- 演出：龜井幹太
- 監督助手：渡辺葉
- 作画監督：永江彰浩、加藤ふみ、石舘波子、山下祐、藤崎賢二
- 美術監督：竹田悠介、益城貴昌
- 色彩設計：広瀬いづみ
- CGI監督：石井規仁
- 攝影監督：町田哲
- 音響監督：木村絵理子
- 音樂製作人 - 佐野弘明
- 主要製作人 - 松崎容子、山本幸治
- 製作人 - 尾崎紀子、松尾拓、武井克弘
- 動畫製作人 - 金苗将宏
- 配給：東宝映像事業部
- 制作：STUDIO COLORIDO[6]
- 製作：「企鵝公路」製作委員会（Fuji Television Network、東宝、KADOKAWA、電通、索尼音樂娛樂）

### 相關商品
書籍
-  - KADOKAWA、2018年7月31日、ISBN 978-4-04-107329-2
-  - KADOKAWA、2018年8月10日、ISBN 978-4-04-735260-5
  - 收錄短篇小說《郵便少年》、隨筆《ペンギンなのにハイウェイ》

原聲帶
-  - 2018年8月15日、ESCL-5094

## 外部連結
- 电影《企鹅公路》官方网站 （页面存档备份，存于）
- 电影《企鹅公路》的X（前Twitter）
- 企鹅公路 - allcinema
- 企鹅公路 - KINENOTE
- 台灣官方網站 （页面存档备份，存于）